# Madonna del Libro (Botticelli)
La Madonna del Libro è un dipinto a tempera su tavola (58x39,5 cm) di Sandro Botticelli, databile al 1480-1481 circa e conservato nel Museo Poldi Pezzoli di Milano.

## Descrizione
Maria tiene affettuosamente in grembo il figlio mentre sfoglia le pagine di un libro all'interno di una stanza su cui si apre una finestra che rivela un piccolo brano di paesaggio con alberi sullo sfondo di un cielo terso e che appare come dentro alla cornice di una finestra, quasi fosse un dipinto a sé. Solo parzialmente è leggibile il contenuto del libro (vi si riconosce qualche brano dal Libro di Isaia), ma dalla forma e dall'impaginazione sembrerebbe trattarsi di un Libro d'Ore, destinato alla preghiera quotidiana. 
Il libro e gli oggetti visibili in penombra danno al dipinto il tono di un ambiente familiare, come la scatola di legno per dolci. Numerosi sono gli elementi simbolici che arricchiscono l'opera di significati religiosi, dalla stella ricamata sulla veste di Maria, antichissimo attributo che ricorda la cometa dei Magi, ai tre chiodi della crocifissione e alla corona di spine stilizzata che sono tenuti in mano dal Bambino, così come il cestino di maiolica fiorentina colmo di frutta, che simboleggiano il preannuncio del sangue della Passione (ciliegie), la dolcezza dell'affetto tra madre e figlio (prugne) e la Resurrezione (fichi). Lo sguardo del Bambino dichiara tutto l’amore di un figlio. Non tutti ritengono autografi gli oggetti della Passione tenuti in mano dal piccolo Gesù, per l'incongruenza del gesto e per la modestia della loro fattura, ma gli interventi di restauro non sono stati in grado di sciogliere questo nodo.

## Stile
Le forme sono ben calibrate, con la posizione curvata e protettiva di Maria verso il figlio e il felice intreccio di gesti e di sguardi che lega le due figure in un rapporto di profonda affettuosità, venato da una serena malinconia degli sguardi che è tipica dell'autore. 
La luce che illumina le figure principali non proviene dalla finestra aperta, ma sembra piuttosto emanarsi da loro stesse, diffondendosi misticamente anche sull'ambiente circostante. Numerose sono le lumeggiature d'oro che amplificano questo effetto, sui capelli di Maria, sui tessuti, sulle foglie nella fruttiera e sulle aureole.
Nonostante si tratti di un'opera della piena maturità dell'artista, essa mostra ancora l'influenza di Filippo Lippi, primo maestro di Botticelli, nel gusto per le fisionomie di bellezza ideale e nella preferenza accordata al disegno e alla linea di contorno rispetto alle altre variabili stilistiche. Le linee sono infatti morbide ed eleganti, il sentimento calmo, lontano ancora dall'intensità espressiva dell'ultima produzione dell'artista.